# Петлешково
Петлешково (болг. Петлешково) — село в Болгарии. Находится в Добричской области, входит в общину Генерал-Тошево. Население составляет 282 человека.

## Политическая ситуация
В местном кметстве Петлешково, в состав которого входит Петлешково, должность кмета (старосты) исполняет Цветан  Павлов Иванов (коалиция в составе 6 партий: Граждане за европейское развитие Болгарии (ГЕРБ), Демократы за сильную Болгарию (ДСБ), Национальное движение «Симеон Второй» (НДСВ), ВМРО — Болгарское национальное движение, Земледельческий народный союз (ЗНС), Союз демократических сил (СДС)) по результатам выборов правления кметства.
Кмет (мэр) общины Генерал-Тошево — Димитр Михайлов Петров (коалиция в составе 2 партий: Политическое движение социал-демократов (ПДСД), Болгарская социалистическая партия (БСП)) по результатам выборов в правление общины.